# Goes
Goes là một đô thị và thành phố ở phía tây nam Hà Lan trong Zuid-Beveland, tỉnh Zeeland. Thành phố Goes có khoảng 27.000 dân.
Goes được thành lập vào thế kỷ thứ 10 bên bờ một dòng sông: de Korte Gos (Gos ngắn). Làng phát triển nhanh, và trong thế kỷ 12 đầu nó có một quảng trường thị trường và một nhà thờ đức mẹ Maria. Năm 1405 Goes nhận được tư cách thành phố, và trong 1417 người ta xây dựng bức tường xung quanh thành phố. Sự thịnh vượng của thành phố là dựa trên các ngành công nghiệp vải và sản xuất muối. Trong thế kỷ 16 Goes suy thoái. Tuyến đường thủy kết nối thành phố ra biển đã bị bồi đắp bùn và năm 1544 một vụ cháy lớn đã phá hủy một phần của thành phố.